# Norrbobyn
Norrbobyn är en bebyggelse nordost om kyrkbyn i Norrbo socken i Hudiksvalls kommun. Från 2015 avgränsar SCB här en småort.
Byn ligger på Norrbonäset mellan Dellensjöarna, mest öster om Norrbo kyrka.